# 2012年ロンドンオリンピックのサンマリノ選手団
2012年ロンドンオリンピックのサンマリノ選手団（2012ねんロンドンオリンピックのサンマリノせんしゅだん）は、2012年7月27日から8月12日までイギリスのロンドンで開催されたロンドンオリンピックサンマリノ選手団の名簿。

## 選手団
- 人員: 選手 4人
- 開会式旗手: アレッサンドラ・ペリリ

## 種目別選手・スタッフ名簿及び成績

### アーチェリー
- Emanuele Guidi（男子個人）第1回戦敗退

### 陸上競技
- Martina Pretelli（女子100m）12秒41 予備予選敗退

### 射撃
- アレッサンドラ・ペリリ（女子クレー・トラップ）4位

### 競泳
- Clelia Tini（女子100m自由形）58秒29 予選敗退